# Panoz Abruzzi

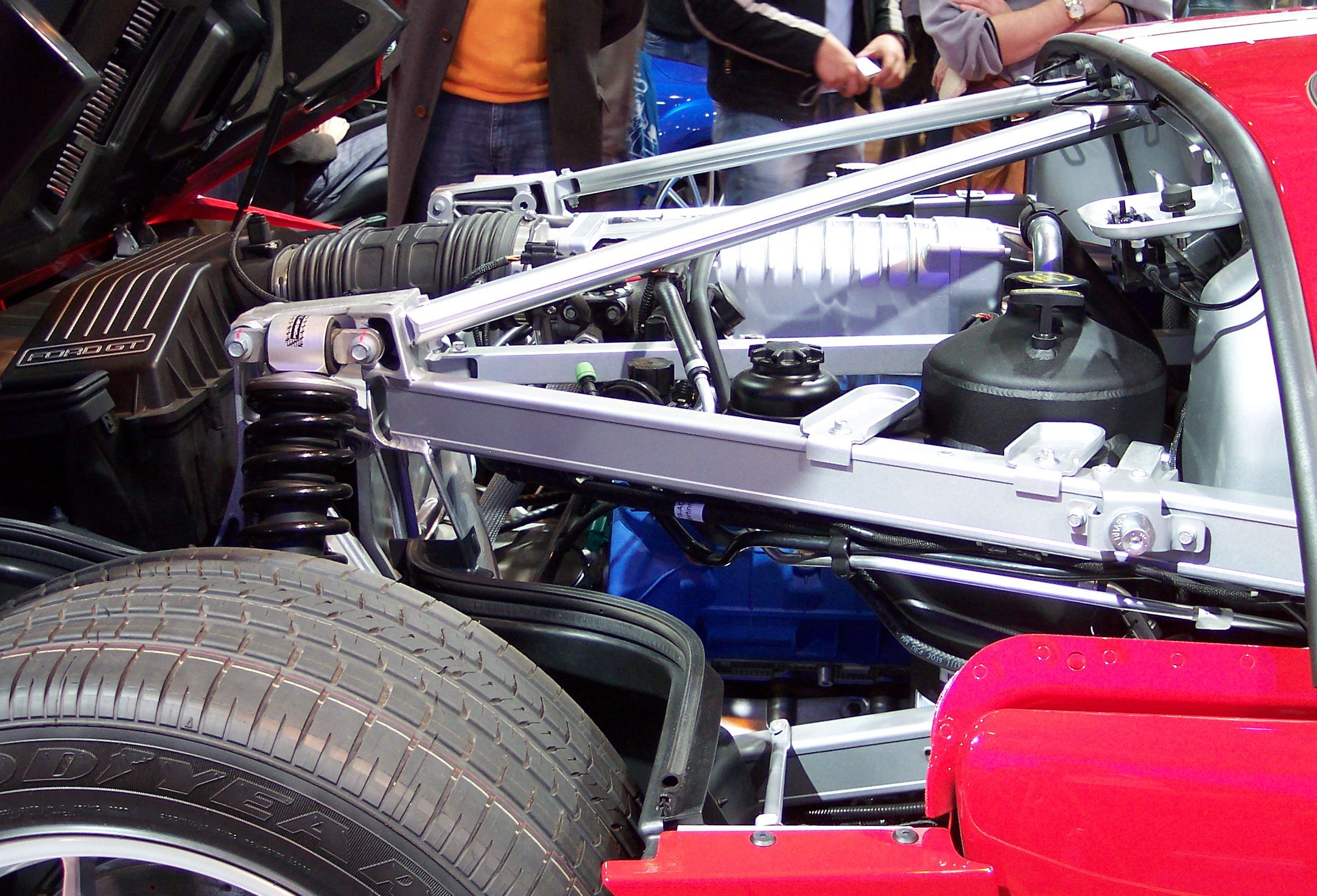
Motor van een Ford GT

In 2005 kondigde Daniel Panoz, stichter van de Panoz Auto Development Company, het 3de model van de Amerikaanse sportwagenproducent, Panoz, aan. Na de Panoz Roadster en de Panoz Esperante zou het 3de model Abruzzi worden genoemd. Verder is er nog niets bekend over de ontwikkeling van de auto, maar er wordt verwacht dat de eerste prototypes in 2008 zullen verschijnen. Over de prestaties gaat er een vermoeden dat Ford zijn GT motorblok ter beschikking zal stellen, en daarmee gelijkaardige prestaties, maar in tegenstelling met de Esperante en de Roadster zal hij waarschijnlijk geen motor vanvoor hebben maar zal hij "mid-engined" (motor ongeveer in het midden) zijn. De Abruzzi zal zowel te koop zijn als straat legale auto, als gebruikt worden voor races, de eerste races met de Panoz Abruzzi worden tegen 2009 verwacht.

## Discussie
Er is discussie ontstaan over de lange tijd vanaf de aankondiging van de Abruzzi, er wordt gezegd dat Abruzzi slechts de codenaam voor het project en de ontwikkeling van de Panoz Esperante GTLM zou geweest zijn. Daarentegen zijn er vermoedens dat het wel degelijk over een nieuwe auto gaat aangezien Dan Panoz in een interview per ongeluk zei: "But dad, the Abruzzi is going to be a whole different car than the Esperante" (maar vader, de Abruzzi gaat een volledig andere auto zijn als de Esperante).
er is sinds 2010 een race en een straatlegale versie van de Panoz Abruzzi

## Trivia
- Er wordt verwacht dat de Abruzzi zich zal kunnen meten met supercars zoals Ford GT, Ferrari F430 en Porsche 911 Turbo S.
- "Abruzzi" verwijst naar de gelijknamige streek in Italië waar Daniel Panoz' grootvader vandaan kwam.
- Als de auto uiteindelijk op de markt komt zal hij waarschijnlijk niet Abruzzi noemen, Abruzzi is enkel de naam van het project (dat nu nog bezig is).